# 弗洛林·扎洛米尔
弗洛林·扎洛米尔（羅馬尼亞語：Florin Zalomir，羅馬尼亞語發音：[floˈrin zaloˈmir]，1981年4月21日—2022年10月3日）是一名羅馬尼亞男子擊劍運動員。他曾代表羅馬尼亞參加2012年夏季奧林匹克運動會擊劍比賽，獲得男子團體佩劍銀牌，並於同年退休。

## 個人生活
在2003年歐洲擊劍錦標賽之後，扎羅米爾加入外籍兵團。在法國和阿富汗從事兩年半的工作後，他回到體育界。
扎羅米爾於2022年10月3日因自殺而身亡。

## 外部連結
- Profile at the European Fencing Confederation
- Evans, Hilary; Gjerde, Arild; Heijmans, Jeroen; Mallon, Bill;  et al. . Olympics at Sports-Reference.com. Sports Reference LLC. （原始内容存档于16 December 2012）.